# Bazylika Santo Stefano Maggiore w Mediolanie
Bazylika Santo Stefano Maggiore w Mediolanie – starożytny kościół w Mediolanie, początkowo pod wezwaniem św. Zachariasza, a od X w. pod wezwaniem św. Szczepana. Nazywany jest także Santo Stefano in Brolo, albo
Santo Stefano alla Porta.

## Historia
Bazylika została prawdopodobnie zbudowana w 417 przez arcybiskupa Mediolanu Martiniano (lub Matroniano). Mówią o tym starożytne opisy i akta wizytacyjne Fryderyka Boromeusza.
Spłonęła w pożarze, w 1070, ale została odbudowana w 1075 jako świątynia trójnawowa z absydami. Począwszy od 1594 była wielokrotnie przebudowywana. Na początku XVII w. uzupełniono absydę i ołtarz główny, w połowie tego samego stulecia przedłużono nawy i zmieniono wystrój fasady. Pod koniec XVII w. pod kierunkiem Gerolamo Quadrio odbudowano dzwonnicę, ponieważ wcześniejsza rozpadła się w 1642. Na początku XVIII w. wzniesiono zakrystię, a w XX w. zmieniono wystrój niektórych kaplic.
Kościół znany jest między innymi z tego, że 26 grudnia 1476 zamordowano tu księcia Mediolanu Galeazzo Marię Sforza, który przybył tu na uroczystość patrona kościoła.
30 września 1571 został tu ochrzczony malarz Michelangelo Merisi, znany jako Caravaggio.

## Dzieła sztuki

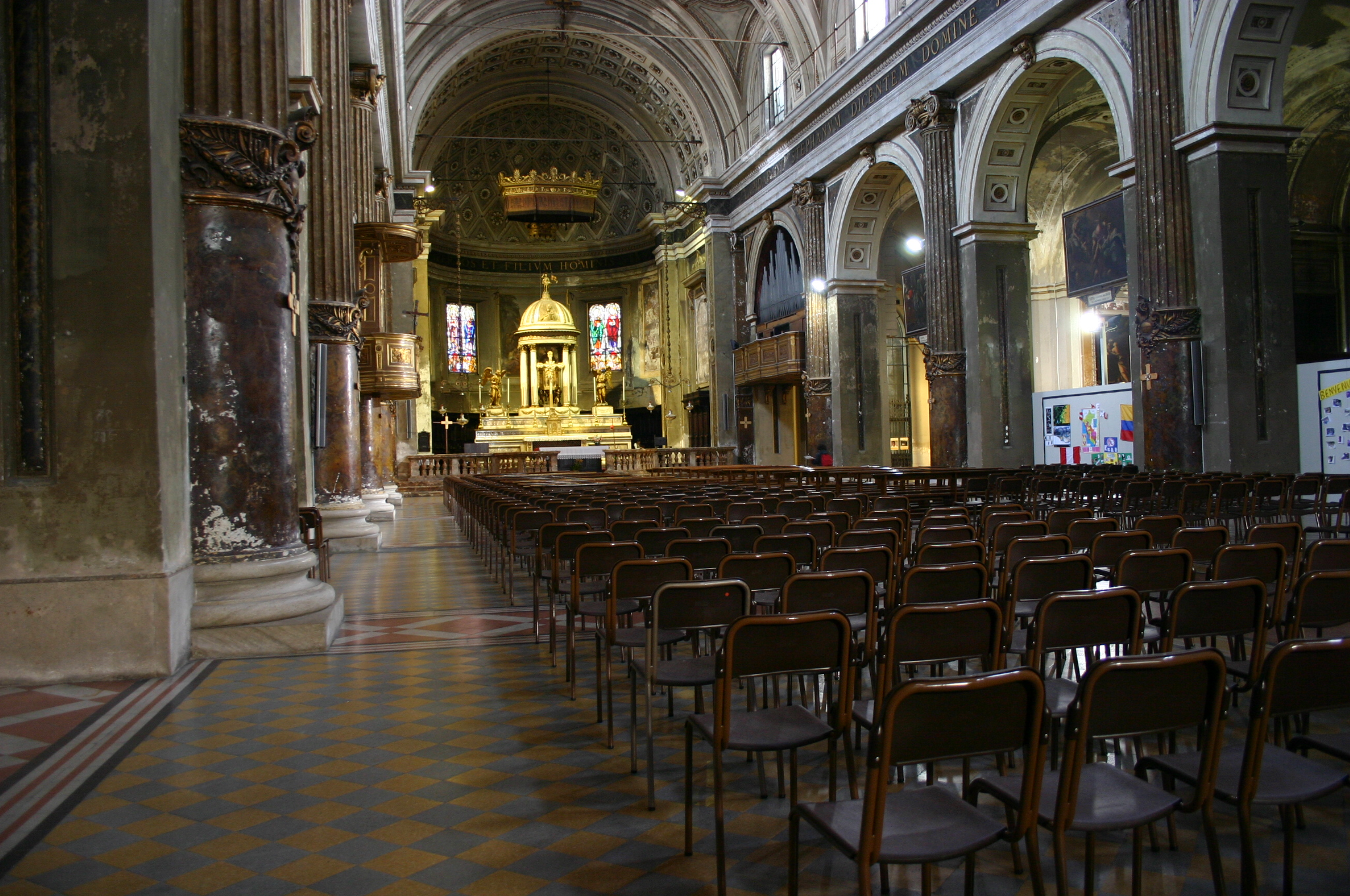
Nawa główna bazyliki

W bazylice znajdują się cenne dzieła sztuki. Można wśród nich wymienić następujące:
- Malowidła
  - Noli me tangere (Fede Galizia) – obraz w ołtarzu głównym
  - Św. Anna, Madonna i Dzieciątko (Federico Bianchi) – w ołtarzu św. Anny
  - Św. Teodor (Camillo Procaccini) – w kaplicy Trivulzio
  - Św. Karol (A. Bianchi, zwany Vespino)
  - Przemienienie Pańskie (G.C. Procaccini)
- Rzeźby
  - Chrystus na tronie wśród dwóch świętych – płaskorzeźba datowana na XIV-XV w.
  - Ukrzyżowanie – nastawa ołtarzowa z marmuru
  - Rzeźba nagrobna Alessandro Rovidy z (1598) – trzecia kaplica po lewej stronie
  - Św. Aleksander Sauli (C.A. Pozzi) z (1752) – pierwszy ołtarz po prawej stronie.